# Battle Cross
Battle Cross (バトルクロス?, Batoru Kurosu) è uno sparatutto a schermata fissa per arcade sviluppato e pubblicato da Omori Electric nel 1982. Il giocatore controlla un'astronave da combattimento muovendosi sullo schermo e sparando ai nemici. Ebbe un'unica conversione per l'home computer MSX.

## Modalità di gioco
In Battle Cross, il giocatore pilota un'astronave muovibile in ogni direzione attraverso dei livelli articolati in quattro ripetitive fasi. Nella prima deve abbattere flotte di UFO che provengono da entrambi i lati dello schermo e si muovono in formazione. Nella seconda deve sparare a dei sensori rossi che emettono letali onde elettromagnetiche, evitando di schiantarsi contro gli asteroidi. Nella terza affronta il primo boss, ovvero una specie di alveare spaziale che manda alieni insettoidi. Nella quarta e ultima fase affronterà come secondo boss una grande astronave, prestando attenzione ai razzi lanciati nello spazio.
L'astronave del giocatore come in molti altri titoli del genere è provvisto di carburante, che durante la sessione diminuisce lentamente e una volta del tutto consumata, il velivolo precipita e viene perduta una vita. Per rifornirla il giocatore semplicemente deve avvicinarsi al cavo di una navicella da rifornimento che passa per brevi istanti.